# 김기흥 (성우)
김기흥(1972년 2월 10일(음력 1971년 12월 26일) ~ )은 한국의 남자 성우이다. 2003년 봄 투니버스 5기 공채 성우로 데뷔했다.

## 특징
- 1972년생이지만 음력 상 1971년생이다. 하지만 2월 4일 이후 태어난지라 돼지띠인지 쥐띠인지 판단하기가 애매하다.
- 2003년 3월 입사 당시 32세 (만 31세)로, 동기들 중 최연장자이다.
- 혈액형은 AB형이다.

## 주요 작품

### 애니메이션
- 공룡킹 어드벤처 (재능TV) - 고대박사, 재퍼, 엔시트(에이션트) 박사
- 톰과 제리:로빈 후드 (카툰네트워크) - 노팅엄 영주
- 소닉 X (재능TV) - 척
- 7인의 나나 (투니버스) - 623(무츠미)
- D4 프린세스 (투니버스) - 교장 선생님
- DARKER THAN BLACK -흑의 계약자- (애니맥스) - 마츠모토 쿠니오
- GTO (투니버스) - 사에지마 토시유키
- 가정교사 히트맨 리본 (투니버스) - 켄
- 건방진 천사 (퀴니) - 사카츠키
- 건퍼레이드 마치 (애니맥스) - 젠교우 타다타카
- 교향시편 유레카7 (애니맥스) - 스토너
- 쾌걸 근육맨 2세 (투니버스) - 체크메이트
- 기동전사 G건담 (투니버스) - 라이조우 캇슈
- 소년탐정 김전일 첫 번째 극장판 (투니버스) - 최경호
- 꿈의 크레용 왕국 (투니버스) - 두부옹
- 나나 6/17 (투니버스) - 전영수
- 나루토 (투니버스) - 우미노 이루카
- 나루토 질풍전 (투니버스) - 우미노 이루카 / 제츠
- 달빛천사 (투니버스) - 라무
- 데스노트 (대원방송) - 하토리 아라요시
- 델토라 퀘스트 (애니맥스) - 그림자 대왕
- 드래건 드라이브 (투니버스) - 히무로 히카루
- 드래곤볼 Z 3부 (투니버스) - 브로리
- 따끈따끈 베이커리 (투니버스) - 밥 카이저
- 레고 닌자고 - 아크로닉스, 허친스
- 레이브 (투니버스) - 젊은 검성 시바 / 나카지마 / 구넷 / 울프 / 와다 / 엘리 아빠
- 로젠메이든 트로이멘트 (투니버스) - 시로사키
- 록맨 에그제 (투니버스) - 그라이드
- 록맨 에그제 스트림 (투니버스) - 바렐
- 록맨 에그제 엑서스 (투니버스) - 샤인즈
- 롤링스타즈 (KBS) - 빅
- 마법소녀 리리칼 나노하 (투니버스) - 타카마치 시로
- 마법전사 리우이 (투니버스) - 콘라드 / 포르테스
- 명탐정 코난 (투니버스) - 천공명 ,황시준 하기완 
  - 명탐정 코난: 100만 달러의 오릉성 - 모로후시 타카아키
- 메르헤븐 (투니버스) - 이안
- 메이저 (투니버스) - 강진우
- 메이저 2 (투니버스) - 정건채 / 양대근
- 바질리스크 ~코우가인법첩~ (애니맥스) - 아마요 진고로 / 야사마루
- 뷰티풀 조 (투니버스) - 그랑블루스
- 블리치 (투니버스) - 코츠바키 센타로
- 새로운 아따맘마 (투니버스) - 이원중
- 신비한 별의 쌍둥이 공주 (투니버스) - 트루스
- 안녕 자두야 (SBS)
- 엘라의 모험 (영화) - 왕자
- 엘르멘탈 제라드 (투니버스) - 쿨스
- 엠마:영국 사랑 이야기 (투니버스) - 하킴 아타와리
- 아따맘마 (투니버스) - 이원중, 앙드레봉
- 새로운 아따맘마 (투니버스) - 이원중
- 아드레날린 브라더스 (카툰네트워크)
- 울트라 매니악 (투니버스) - 미카미 선생 / 까마귀
- 유유백서 - 명계사투편 (채널J) - 크로네 / 명왕 야쿠모
- 음양대전기 (투니버스) - 청룡의 키바치요
- 이누야샤 극장판 4기 - 홍련의 봉래도 (투니버스) - 류라
- 정글은 언제나 맑은 뒤 흐림 (투니버스) - 체트
- 못말리는 타잔 (투니버스) - 매트
- 정령의 수호자 (애니박스) - 진 / 사그무
- 쥬베이짱 2 시베리아 야규의 역습 (투니버스) - 나노하나 사이
- 천원돌파 그렌라간 (애니맥스) - 시토만드라
- 슈퍼갤즈 (투니버스) - 고토부키 야마토
- 최유기 리로드 (투니버스) - 니건일
- 최유기 리로드 건락 (투니버스) - 니건일
- 마루코는 아홉살 (투니버스) - 토가와 선생님
- 개구리 중사 케로로 (투니버스) - 뇨로로
- 키라메키 프로젝트 (애니박스) - 오오야 진
- 숲속의 왕자 무시킹 (투니버스) - 파샤
- 트리니티 블러드 (투니버스) - 라드 발본
- 트윈 스피카 (투니버스) - 서동하
- 판타스틱 4:세상에서 가장 위대한 영웅들 (키툰네트워크) - 허비
- 파워레인저 와일드스피릿 (대원방송) - 와일드 라이노(켄) (야스다 소타로)
- 헌티드 정션 (투니버스) - 사토 하루오
- 학원 앨리스 (투니버스) - 최봉진 선생님
- 배틀짱 (투니버스) - 야차 / 키르노튼 / 키고로 (유키 아버지)
- 떴다! 럭키맨 (투니버스) - 스피드맨 / 원조 럭키맨 / 내레이션 / 럭키별
- 쟈니테스트 (투니버스) - 듀키
- 결계사 (투니버스) - 스미무라 마사모리
- 짱구는 못말려 (투니버스) - 신돌식(짱구 친할아버지) / 흑곰 / 김한석
- 날아라 호빵맨 (투니버스) - 세균맨(3기부터)
- 명탐정 코난: 14번째 표적 - 이성진
- 명탐정 코난: 천국으로의 카운트다운 - 하준영 / 감식반
- 명탐정 코난: 탐정들의 진혼가 - 채동민
- 일지매 (SBS) - 흑혈3단
- 빨간모자의 진실 (MBC) - 로날드
- 위대한 왕 세종 (MBC)
- 스쿠비 두와 늑대인간 (카툰네트워크) - 프랑켄슈타인
- 듀얼 레전드 (카툰네트워크) - 나이트
- 듀얼 레전드 제로 (재능TV) - 준 / Q
- 시크릿 새터데이 (카툰네트워크) - 치베요 박사 / 도일
- 소년탐정 김전일 Original (애니박스) - 츠키시마 료지
- 우주에서 온 모자코 (애니맥스) - 동크
- 에어기어 (애니맥스) - 오리하라
- 서쪽의 착한 마녀 (애니맥스) - 리이즈
- 딸기 마시마로 (애니맥스) - 5학년 2반 담임선생님 / 목욕탕 집주인 아저씨 / 가게아저씨 / 장사꾼 목소리 / 노부에와 치카의 아버지
- 동경대부 (애니맥스) - 외국인
- 안달루시아의 여름 (애니맥스) - 리베라
- 뱀파이어 헌터 OVA (애니박스) - 성직자
- 돌아온 우주보안관 장고 (애니박스) - 스쿠즈
- 알쏭달쏭 수수께끼? (애니박스) - 슈퍼 프레디
- 포포의 이야기 나라 (MBC)
- 위험 최강 단거 할아버지 (투니버스) - 해설
- 15살, 나 살아있어요 (투니버스) - 의사
- 외면하는 아이들 (투니버스)
- 무인행성 서바이브 (투니버스) - 체육선생
- 몬스터 왕자 몽짱 (카툰네트워크)
- 직스 레벨2 (투니버스)
- 베이비짱 (투니버스) - 아빠 / 태양
- 레이튼 교수와 영원한 디바 (디즈니채널) - 버글랜드
- 스쿠비 두와 사이버 모험 (카툰네트워크) - 빌 / 바이러스 괴물
- 메이저 극장판 - 우정의 강속구 (투니버스) - 강진우
- 노다메 칸타빌레 (애니맥스) - 미네
- 판타스틱4 (카툰네트워크) - 허비
- 배트맨 (카툰네트워크)
- 은혼 (투니버스) - 시시무라
- 왕도둑 징 (투니버스) - 코낙 / 크래시
- 똑바로 가자 (투니버스) - 종민
- 엑스 드라이버 (투니버스) - 남자1
- 무적왕 트라이제논 (투니버스) - 역무원
- 고쿠센 (투니버스) - 이다
- 최유기 리로드 (투니버스)
- 여신님! 작다는 건 편리해 (투니버스)
- 숲속의 전설 무시킹 (투니버스) - 파사
- 카레이도 스타 (투니버스)
- 아침안개의 무녀 (투니버스)
- 쾌걸 조로리 (투니버스) - 남자2
- 무적코털 보보보 (투니버스)
- 탐정학원 Q (투니버스) - 형사
- 고스트 바둑왕 (투니버스) - 남자3
- 크르노 크루세이드 (투니버스) - 지휘관
- 츠바사 크로니클 (투니버스) - 후지타카
- 달려라 이다텐 (투니버스) - 남자2
- 사무라이 참프루 (투니버스) - 마을 남자
- 몬스터 (투니버스)
- 오란고교 사교클럽 (투니버스) - 돌팔이
- 극상학생회 (챔프) - 쿠리스 시몬 / 무사
- 아가사 크리스티의 명탐정 포와로와 마플 (투니버스) - 레이몬드 웨스트
- 조이드 (투니버스) - 신부 / 허먼 / 해설 / 자로 / 사령관2 / 암비언트
- 에어마스터 (투니버스) - 아빠 / 바바
- 울프스 레인 (투니버스) - 잘리
- 상상꾸러기 모나 (투니버스) - 신부님
- 전쟁과 축구 (투니버스)
- 맡겨줘 돌고래 (투니버스) - 넙치 / 심판
- 시끌벅적 토마토 트윈스 (투니버스) - 빌리
- 원피스 (투니버스) - 파울리 / 닭
- 원피스:에피소드 오브 루피- 핸드 아일랜드모험 - 럭키 루
- 비너스 전기 (DVD)
- 히어로 : 108 (카툰네트워크) - 트윈마스터 / 스파키 화이트
- 후로티 로봇 (재능TV) - 암흑왕
- 미래전사 씨어 (투니버스)
- 또르르 방울이 친구들 (MBC)
- 웨딩피치 (투니버스) - 청소기
- 파페포포 (SBS) - 목사님 / 꽃가게 할아버지
- 황당용사 욜라세다 (투니버스) - 피에르
- 노블레스 NOBLESSE OVA - 프랑켄
- 꼬마의사 맥스터핀스 (디즈니주니어) - 칠리
- 스머프: 비밀의 숲
- 메이의 새빨간 비밀 - 진 리, 키에슬로프스키 선생
- 히어로스쿨Z - 헝키
- 신비아파트: 고스트볼X의 탄생 두 번째 이야기 (투니버스) - 인형술사
- 신비아파트 고스트볼 더블X: 수상한 의뢰 (투니버스) - 동상귀
- 신비아파트 고스트볼 ZERO (투니버스) - 미라
- 신비아파트 특별판: 조선퇴마실록 (투니버스) - 현귀, 평안대감
- 안녕! 보노보노 (투니버스) - 동굴아저씨, 울버
- 내 친구 반인반어 (KBS) - 카오
- 짱구는 못말려 극장판: 동물소환 닌자 배꼽수비대 - 신돌식
- 극장판 짱구는 못말려: 우리들의 공룡일기 - 흑곰
- 토마스와 친구들: 함께 달리자! (투니버스) - 고든

## 노래
- 내친구 반인반어 오프닝

### 영화
- 해리포터와 불의 잔 (SBS)
- 디 워 - 오스틴 (크레이그 앤튼)
- 개구쟁이 스머프2 - 허영이 (존 올리버)

### 외화
- B-로봇 가브타크 (재능TV) - 코브랜더
- 가면라이더 드래건 (투니버스) - 사토루 / 스도 / 교수
- 33분 탐정 (투니버스) - 쇼호스트
- 파워레인저 SPD (투니버스) - 해설
- 가면라이더 블레이드 (챔프) - 해설
- 가면라이더 파이즈 (투니버스) - 해설 / 로이스 / 카페 주인 / 교수 / 불량배3 / 노인 / 펜싱부원2 / TV진행자
- 자이언트 세이버 (투니버스) - 넬(상관양월)
- 엑스가리온 - 투수몬
- 변두리 로켓 (채널J) - 야마자키 / 마노

### 방송
- 1 VS 100 (KBS)
- 눈 앞에 다가온 대재앙, 초대형 쓰나미 (내셔널지오그래픽채널 코리아) - 내레이션
- 눈 앞에 다가온 대재앙, 대지진 (내셔널지오그래픽채널 코랑) - 내레이션

### 게임
- 던전 앤 파이터 - 귀검사, 풍진, 로톤, 카곤, 폭룡왕 비칼
- 드래곤네스트 - 벨스커드 (검은 망토의 사나이)
- 디아블로3 - 기사단원
- 메이플스토리2 - 마끼
- 사이퍼즈 - 검룡 로라스, 조각의 지휘자 토마스
- 스타크래프트 II - 코브라 (Cobra), 토르 (Thor), 승천자, 부대원
- 액션로망 범피 트롯 (PS2)
- 월드 오브 워크래프트 - 말리고스, 크롬가르, 크레난 아라나스
- 인피니티 온라인 - 키리
- 킹덤 언더 파이어 - 라인하르트, 월든
- JAK 2 (PS2) - 그림
- 마피아42 - 예언자, 사립탐정